# Tune in, Tokyo…
A Tune In, Tokyo... a Green Day amerikai punk rock együttes japán turnéján készült felvételekből álló koncertalbum. 2001-ben jelent meg, csak Japán területén.

## Számok
1. Church On Sunday
2. Castaway
3. Blood, Sex and Booze
4. King for a Day
5. Waiting
6. Minority
7. Macy's Day Parade